# Selatyn
Selatyn (ukr. Селятин) – wieś na Ukrainie, w obwodzie czerniowieckim, w rejonie wyżnickim. W 2001 roku liczyła 1173 mieszkańców.